# Kodak FlashPix
Kodak FlashPix ist ein Dateiformat mit der Endung fpx. Bei diesem Dateiformat werden unterschiedlich große JPEG-Versionen ein und desselben Bildes in einer pyramidenartigen Datenstruktur gespeichert. Es speichert die Bilder mit 8 bzw. 24 Bit pro Pixel.
Das FlashPix-Format wurde von Kodak zusammen mit den Partnern Microsoft und Hewlett-Packard entwickelt.